# Meuterei auf dem Piratenschiff
Meuterei auf dem Piratenschiff ist ein US-amerikanischer Abenteuerfilm aus dem Jahr 1952 von Edward Dmytryk. Das Drehbuch basiert auf dem Roman The Golden Anchor von Hollister Noble.

## Handlung
Am 18. Juli 1812 erklären die USA dem Vereinigten Königreich den Krieg. Captain James Marshall bekommt den Befehl, mit seinem Schiff Concorde 10 Millionen Dollar in Goldbarren aus Frankreich zu überführen. Die Concorde muss hierfür zwei Mal die feindlichen Linien kreuzen, was Marshall dazu bewegt, Ben Waldridge, einen ehemaligen Kapitän der britischen Marine, anzuheuern. Waldridge wurde aus der Marine entlassen, da er ein britisches Schiff gestohlen und damit die Schulden seiner Frau Leslie beglichen hatte. Nun sieht er die Chance, seine Frau, die nun in Paris lebt, wiederzusehen. Deshalb akzeptiert er auch seinen niedrigen Rang als Erster Offizier. Waldridge heuert seine alte Geschützmannschaft unter der Leitung der Veteranen Hook und Redlegs an.
Die Concorde setzt Segel, trifft aber schon bald auf ein britisches Schiff. Ein Taucher kann das Ruder des feindlichen Schiffes unbrauchbar machen, doch schnell tauchen weitere britische Schiffe auf. Marshall lässt den Taucher aufnehmen, was Waldridge erzürnt, da so die Gefahr eines Angriffes bestand.
Hook und Redlegs planen die Übernahme des Schiffes mit ihrer Geschützcrew, als sie ein Gespräch zwischen Marshall und Waldridge belauschen und so von dem Gold erfahren. In Frankreich verlassen Marshall und Waldridge das Schiff, die Geschützmannschaft setzt ungewöhnlich viel Geld in Kartenspielen ein. Die übrige Mannschaft wird misstrauisch und will die Kanoniere ausspionieren, doch der Spion Andrews wird entlarvt und von Hook getötet. Marshall und Waldridge kommen mit Leslie wieder an Bord. Leslie ist enttäuscht über den niedrigen Rang ihres Mannes. Hook will von ihr wissen, wo das Gold sei. Sie erzählt ihm, dass es umgeschmolzen wurde und nun als goldener Anker im Schiff sei.
Als die Concorde Segel setzt, nähert sich ein britisches Schiff. Waldridge lockt den Feind auf ein Riff, geht aber bei dem riskanten Manöver über Bord und wird von Marshall gerettet. In der Nacht versucht Leslie ihren Mann davon zu überzeugen, die geplante Meuterei anzuführen, um sie so wieder zurückzugewinnen. Widerstrebend lässt sich Waldridge darauf ein.
Kurz vor Beginn der Meuterei informiert Marshall Waldridge über seinen Plan, ihn zum Kapitän zu befördern, um ihm die gleiche Anerkennung für die Mission zuteilwerden zu lassen. Waldridge kann die Meuterei nicht mehr verhindern, sorgt aber für Marshalls Entkommen. Marshall erreicht mit knapper Not die Küste. Er wird zum Kommandanten eines neuen Schiffes gemacht, das Waldridge verfolgen und stellen soll. Marshall schafft es, die Concorde einzuholen. Er beauftragt einen Handelssegler, den Matrosen der Concorde Rum zu verkaufen. Diese betrinken sich in der Folgezeit, so können Marshall und seine Männer das Schiff entern und übernehmen. Waldridge nimmt Leslie als Geisel und droht damit, das Schiff in die Luft zu sprengen. Marshall bietet an, Leslie freizulassen, wenn er sich ergibt. Leslie fordert ihren Mann auf, sich für ihn zu opfern, der stößt sie jedoch angewidert von sich und ergibt sich. Als sich Marshall abwendet, weil ein britisches Schiff aufgetaucht ist und zum Angriff übergeht, versucht Leslie ihn mit einer von Waldridges Pistolen zu erschießen. Doch Waldridge ist schneller und erschießt Leslie, um Marshall zu retten.
Marshall plant, die Concorde selbst zu versenken um nicht den Feinden in die Hände zu fallen. Waldridge erklärt ihm, dass sich an Bord ein kleines tauchfähiges Boot befindet, das nur er steuern kann. Zusammen besteigen sie das Boot und können das britische Schiff mit einem Torpedo versenken. Auf dem Rückweg dringt Wasser ein und nur Marshall schafft es, sich aus dem sinkenden Boot zu befreien. Zurück auf der Concorde erklärt er seiner Mannschaft, dass Kapitän Waldridge in Erfüllung seiner patriotischen Pflichten umgekommen sei.

## Produktion
Gedreht wurde der Film von Mitte Juni bis Mitte Juli 1951 in den Samuel-Goldwyn-Studios in West Hollywood.
Ende der 1940er Jahre wurde Dmytryk als Kommunist denunziert. Zusammen mit Adrian Scott und acht weiteren Filmschaffenden, die später als „Hollywood Ten“ Bekanntheit erlangten, wurde er vor das Komitee für unamerikanische Umtriebe (HUAC) geladen. Er verweigerte dort zunächst die Aussage, 1948 wurde er wegen „Missachtung“ (contempt) zu einer Haftstrafe von sechs Monaten verurteilt. Dmytryk fand in Hollywood keine Arbeit mehr und drehte vorübergehend in Großbritannien. 1951 änderte er seine Haltung und nannte dem Komitee die Namen angeblicher Kommunisten im amerikanischen Filmgeschäft, darunter Adrian Scott, Jules Dassin und Albert Maltz. Diese Denunziation, die das berufliche und soziale Leben der Künstler zerstörte, haben ihm viele seiner Kollegen nicht verziehen.
Nach der Rehabilitierung konnte Dmytryk wieder an seine frühere Karriere anknüpfen. Meuterei auf dem Piratenschiff war der erste Film dieser Phase.

## Stab und Besetzung
Robert Priestley und Sam Gordon waren die Szenenbildner, Jack Cosgrove und Augie Lohman waren für die Spezialeffekte verantwortlich.
In kleinen nicht im Abspann erwähnten Nebenrollen traten Harry Antrim, Franklyn Farnum, Byron Foulger, Louis Jean Heydt, Clayton Moore, Denver Pyle, Gene Roth, Walter Sande und Harry Wilson auf.

## Veröffentlichung
Die Premiere des Films fand am 5. März 1952 in New York statt. In der Bundesrepublik Deutschland kam er am 26. Juni 1953 in die Kinos, in Österreich im Juli 1953.

## Kritiken
Das Lexikon des internationalen Films schrieb: „Handelsüblicher Abenteuerfilm.“